# 푸에르토리코꽃박쥐
푸에르토리코꽃박쥐(Phyllonycteris major)는 주걱박쥐과(신세계잎코박쥐류)에 속하는 멸종된 박쥐의 일종이다. 푸에르토리코의 토착종으로 아화석 표본으로만 알려져 있다.